# Sauvigney-lès-Gray
Sauvigney-lès-Gray è un comune francese di 112 abitanti situato nel dipartimento dell'Alta Saona nella regione della Borgogna-Franca Contea.

## Società

### Evoluzione demografica
Abitanti censiti